# Maksniemi (udde i Finland)
Maksniemi är en udde i Finland. Den ligger i Simo i landskapet Lappland, i den centrala delen av landet, 600 km norr om huvudstaden Helsingfors.
Terrängen inåt land är mycket platt. Havet är nära Maksniemi åt sydväst.  Närmaste större samhälle är Kemi, 11,4 km nordväst om Maksniemi. 